# Cantón de Golfito
Golfito es el cantón número 7 de la provincia de Puntarenas, en la costa pacífica de Costa Rica. La cabecera es Golfito, que se ubica a unos 290 km de San José, y a unos 40 km de la frontera con Panamá. 
Golfito es parte de la Región Brunca, más específicamente se encuentra en la llamada Zona Sur. 

## Toponimia
El nombre del cantón se debe a la forma que presenta el litoral, de un golfo pequeño, dentro del golfo Dulce; la cual dio origen a la denominación del sitio en donde se ubica la actual ciudad de Golfito.

## Historia
En la época precolombina, el territorio que actualmente corresponde al cantón de Golfito, estuvo habitado por indígenas del llamado grupo de los bruncas. En los inicios de la conquista, el territorio fue dominio de Giriara, cacique de Turucaca, cacicazgo que se localizaba a unos 55 kilómetros del litoral de golfo Dulce, hacia el interior de la región; así como del cacique Osa, que según el relato de Andrés de Cereceda del viaje efectuado por Gil González Dávila, se hallaba a ocho leguas (unos 45 kilómetros) de punta Burica.
La región fue descubierta en 1519, por Juan de Castañeda y Hernán Ponce de León, que en su travesía marítima, pasaron por punta Burica y llegaron al golfo de Osa (hoy golfo Dulce) y continuaron su recorrido por el litoral Pacífico hacia el noroeste. El sector terrestre fue visitado por Gil González Dávila, en 1522, cuando se realizó el primer recorrido por tierra del territorio nacional, desde el sector sureste del mismo hasta el poblado indígena de Avancari (hoy Abangaritos, cantón de Puntarenas).
La primera ermita se construyó en 1874, en Puerto Jiménez, dedicada a Santo Domingo. En 1951 se edificó la iglesia de Golfito con advocación a San José. En el arzobispado de monseñor Carlos Humberto Rodríguez Quirós, cuarto arzobispo de Costa Rica, en el año de 1974, se erigió la parroquia; la cual actualmente es sufragánea de la diócesis de San Isidro de El General de la provincia eclesiástica de Costa Rica.
Desde antes de 1887 Golfito era considerado el límite entre la República de Costa Rica y Colombia siendo que los pobladores eran de la provincia de Chiriquí y  fundaron los primeros poblados en la región.
La primera escuela se construyó en 1912, en Puerto Jiménez, y se denominó Escuela de Golfo Dulce, en el primer gobierno de Ricardo Jiménez Oreamuno. En 1940 se inauguró la escuela en Golfito, la cual actualmente se llama Álvaro París S. El Colegio Técnico Profesional Industrial Carlos Manuel Vicente Castro, inició sus actividades docentes en 1958, en la primera administración de José Figueres Ferrer.
En ley No 20 del 18 de octubre de 1915, sobre división territorial para efectos administrativos, el barrio Golfo Dulce, llamado también Santo Domingo y varios caseríos aledaños, conformaron el distrito quinto del cantón de Osa, tercero de la provincia de Puntarenas. Tiempo después, la población de Santo Domingo se trasladó a poca distancia al noroeste, donde hoy se localiza Puerto Jiménez, con esta nueva denominación.
En 1934, la United Fruit Company abandonó las plantaciones que tenía en el litoral Caribe para trasladarse a la región Pacífico sureste. A partir de 1936 se empezó el cultivo del banano en la zona, producto que se embarcaba en lanchones en Puerto Jiménez para su exportación. En ley 133 del 23 de julio de 1938, la Compañía se comprometió a construir un puerto en Golfito; a principios del año siguiente se inició la edificación de las primeras instalaciones, cuyo muelle entró en funcionamiento en 1941; lugar que se constituyó en el centro de operaciones del principal enclave bananero del país.
El 11 de agosto de 1949 se llevó a cabo la primera sesión del Concejo Municipal de Golfito, integrado por los regidores propietarios, señores Álvaro Vargas Lizano, presidente; Fernando Torres Portuguez, vicepresidente; y Juan Gómez Quirós. El secretario municipal fue Luis Vargas Quesada y el jefe político, José Arguedas Sandí.
En la administración de Mario Echandi Jiménez, el 16 de junio de 1961, en decreto ejecutivo No 38, sobre división territorial administrativa, se le otorgó el título de Villa al puerto de Golfito. Posteriormente, el 21 de septiembre de 1963, en el gobierno de Francisco Orlich Bolmarcich, se decretó la ley No 3201 que le confirió a la villa, la categoría de ciudad.

### Cantonato
En decreto ley No 552, del 10 de junio de 1949, Golfito se constituyó como el cantón siete de la provincia de Puntarenas, con tres distritos. Se designó como cabecera la población de Golfito.
Golfito procede del cantón de Osa, establecido este último en ley No 31 del 27 de junio de 1914.

## Ubicación
Sus límites son:
- Norte: Osa, Buenos Aires y Coto Brus
- Oeste: Osa
- Este: Corredores y la República de Panamá
- Sur: Océano Pacífico

## Geografía
Cantón de Golfito cuenta con un área de 1032,32 km² y una altitud media de 7 m s. n. m.
La anchura máxima, incluido Golfo Dulce, es de ciento seis kilómetros en dirección noroeste a sureste, desde unos cinco kilómetros aguas arriba de la confluencia de los ríos Brujos y Corcovado, hasta el sitio El Salto, en la península Burica, frontera con la República de Panamá.
Es el cantón continental más meridional del país, al incluir en su territorio el golfo Dulce y la sección costarricense de la península de Burica.  Mientras que el cantón de Puntarenas posee el punto más meridional de todo el territorio nacional, la Isla del Coco en el Océano Pacífico.

## División administrativa
El cantón de Golfito está dividido en 3 distritos:
- Golfito.
- Guaycará.
- Pavón.

El 8 de abril de 2022 se firmó la ley de creación del cantón de Puerto Jiménez, con lo que, el entonces segundo distrito del cantón de Golfito, pasa a ser un cantón.

## Demografía
Para el año 2022, Cantón de Golfito cuenta con una población estimada de 44 086 habitantes, y para el último censo efectuado, en 2011, Cantón de Golfito contaba con una población de 39 150 habitantes.
De acuerdo al censo nacional del 2011, la población del cantón era de 39 150 habitantes, de los cuales, el 3,7 % nació en el extranjero. El mismo censo destaca que había 11 576 viviendas ocupadas, de las cuales, el 45,1 % se encontraba en buen estado y había problemas de hacinamiento en el 7,2% de las viviendas. El 46,9% de sus habitantes vivían en áreas urbanas. 
Entre otros datos, el nivel de alfabetismo del cantón es del 96,0%, con una escolaridad promedio de 7,0 años.

### Personalidades
- Gilberto "El Tuma" Martínez, jugador del Saprissa y la Selección de fútbol de Costa Rica.

## Economía
En el cantón de Golfito se ubica el Depósito Libre Comercial de Golfito, donde se puede adquirir electrodomésticos y otros productos libres de impuestos.  Este centro comercial se estableció en 1990 con el fin de paliar el problema de desempleo generado por el abandono del negocio del banano, en 1984.
El censo nacional de 2011 detalla que la población económicamente activa se distribuye de la siguiente manera:
- Sector Primario: 24,3 %
- Sector Secundario: 13,1 %
- Sector Terciario: 62,6 %

### Turismo
Golfito es un paraíso conocido por muy pocos pero con mucho para ofrecer.  En la zona de Golfito se pueden realizar diferentes tours de aventura y naturalistas. Hay muchas opciones para hacer caminatas por senderos en las montañas donde se puede disfrutar de la flora y fauna del área. También es posible hacer cabalgatas por el bosque o a las playas. Se pueden hacer viajes en bote por el Golfo Dulce y los manglares de Golfito.  Pero la especialidad turística de Golfito es la pesca deportiva..